# فقط عاشقم باش
فقط عاشقم باش (لهستانی: Tylko mnie kochaj) یک فیلم کمدی رمانتیک لهستانی است که در سال ۲۰۰۶ منتشر شد.
این فیلم برندهٔ «شیر کهربایی» جشنواره فیلم گدنیا و نامزد دریافت جایزهٔ فیلم لهستان برای «بهترین طراحی لباس» شد و پرفروش‌ترین فیلم سال در لهستان بود. تصویربرداری فیلم در سال ۲۰۰۵ در ورشو انجام شده بود.

## گزیدهٔ بازیگران
- ماچئی زاکوشچیلنی
- آگنیشکا گروخوفسکا
- توماش کارولاک
- یان فریچ
- آگنیشکا دیگانت
- یولیا وروبلفسکا
- پشمیسواف سادوفسکی
- دومینیکا کلوژنیاک
- مارچین بوساک
- گراژینا شاپوووفسکا
- وویچیخ سولاش
- ایوُنا فشوئوکوونا
- بارتوش ژوکوفسکی
- یوآنا یابوچنسکا